# Bombardements d'Helsinki pendant la Seconde Guerre mondiale
Front de l'Est de la Seconde Guerre mondiale
Helsinki, la capitale de la Finlande, a été bombardée à plusieurs reprises pendant la Seconde Guerre mondiale. Entre 1939 et 1944, la Finlande a été soumise à un certain nombre de campagnes de bombardement par l'Union soviétique. Les plus importants sont trois raids menés en février 1944, communément appelés les « Grands raids contre Helsinki ».

## Défense aérienne d'Helsinki

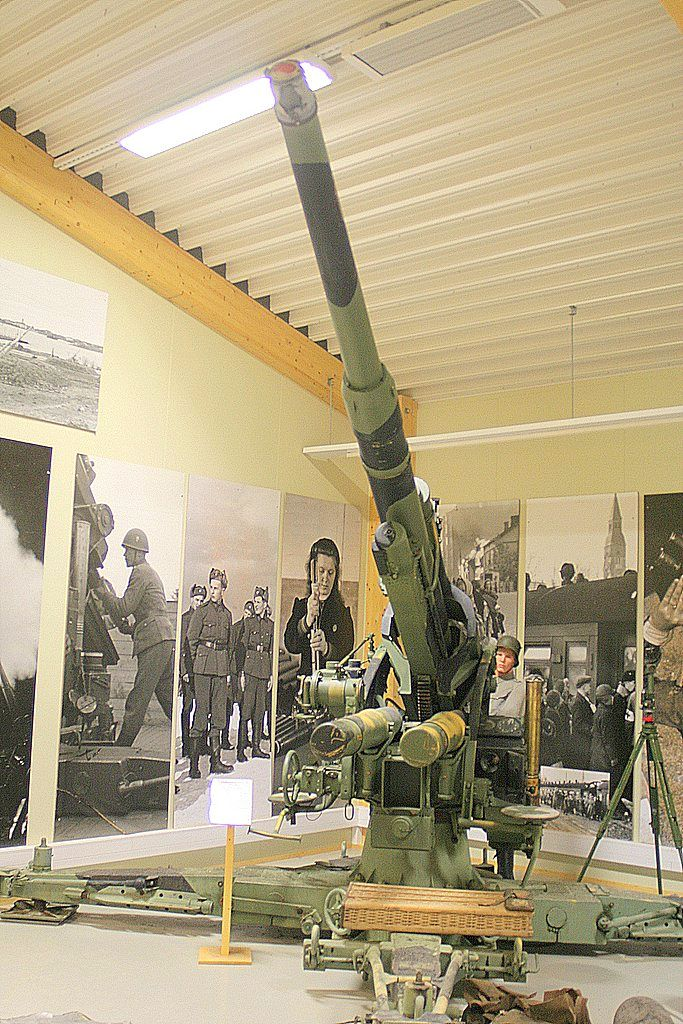
Un canon antiaérien de 88 mm au musée antiaérien finlandais.

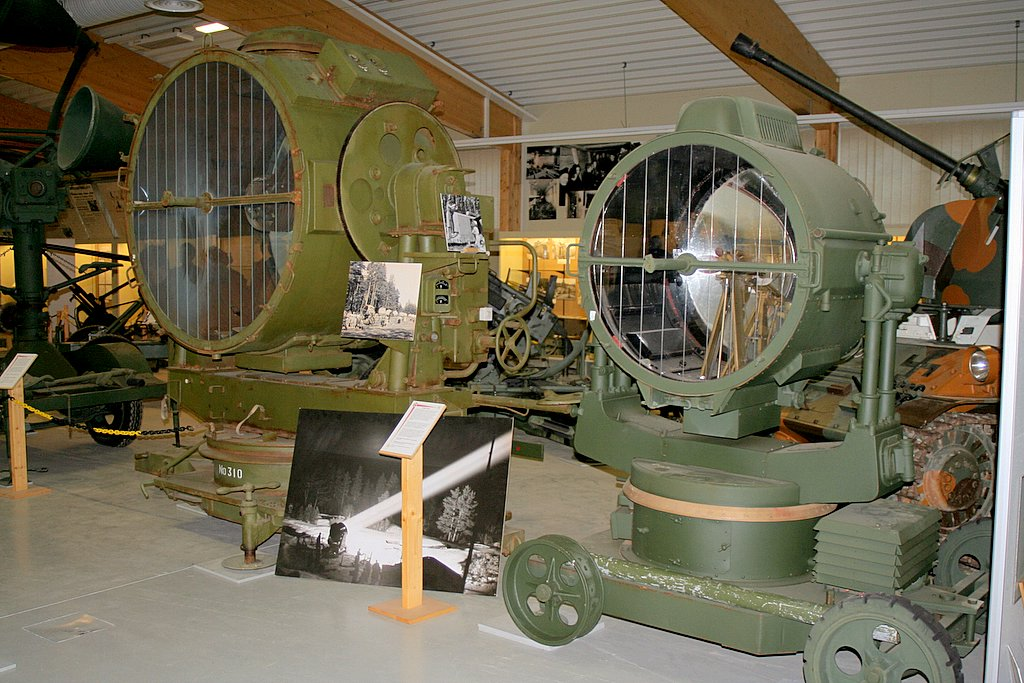
Feux de recherche au musée antiaérien finlandais.

À l'automne 1939, Helsinki était protégée par le 1er régiment antiaérien composé de quatre batteries antiaériennes lourdes de trois à quatre canons chacune, d'une batterie AA légère et d'une compagnie de mitrailleuses AA.
La défense aérienne d'Helsinki est considérablement renforcée à partir du printemps 1943 sous la direction du colonel Pekka Jokipaltio. Pendant la guerre de Continuation, l'Allemagne fournit deux radars d'alerte précoce et quatre radars de guidage d'artillerie à Helsinki. En outre, 18 canons AA lourds de 88 mm allemands très efficaces ont également été placés dans la capitale. Les nouvelles batteries de six canons sont regroupées à Lauttasaari, Käpylä et à Santahamina. En février 1944, Helsinki était protégée par 13 batteries AA légères et lourdes. Les défenses aériennes comprenaient 77 canons antiaériens lourds, 41 canons antiaériens légers, 36 projecteurs, 13 localisateurs acoustiques et 6 radars en plus des observateurs visuels et des unités antiaériennes de la marine finlandaise. L'Allemagne fournit également un soutien de chasse de nuit contre les raids aériens soviétiques.
Le système de commandement de la défense aérienne était basé sur le système allemand et était assez efficace — le personnel clé avait été formé en Allemagne. Face aux pénuries de puissance, la défense aérienne utilisa également des volontaires de 16 ans de Suojeluskunta (Garde blanche) pour manier les armes et les jeunes filles de l'organisation Lotta Svärd pour manier les phares de recherche.
Les Allemands avaient également basé une unité de chasseurs de nuit, composée de 12 chasseurs Bf 109G-6 modifiés à Helsinki le 12 février 1944 et le navire-radar nocture allemand Togo opérant dans le golfe de Finlande entre Tallinn et Helsinki.

## Groupe de bombardiers à longue distance soviétique (ADD)

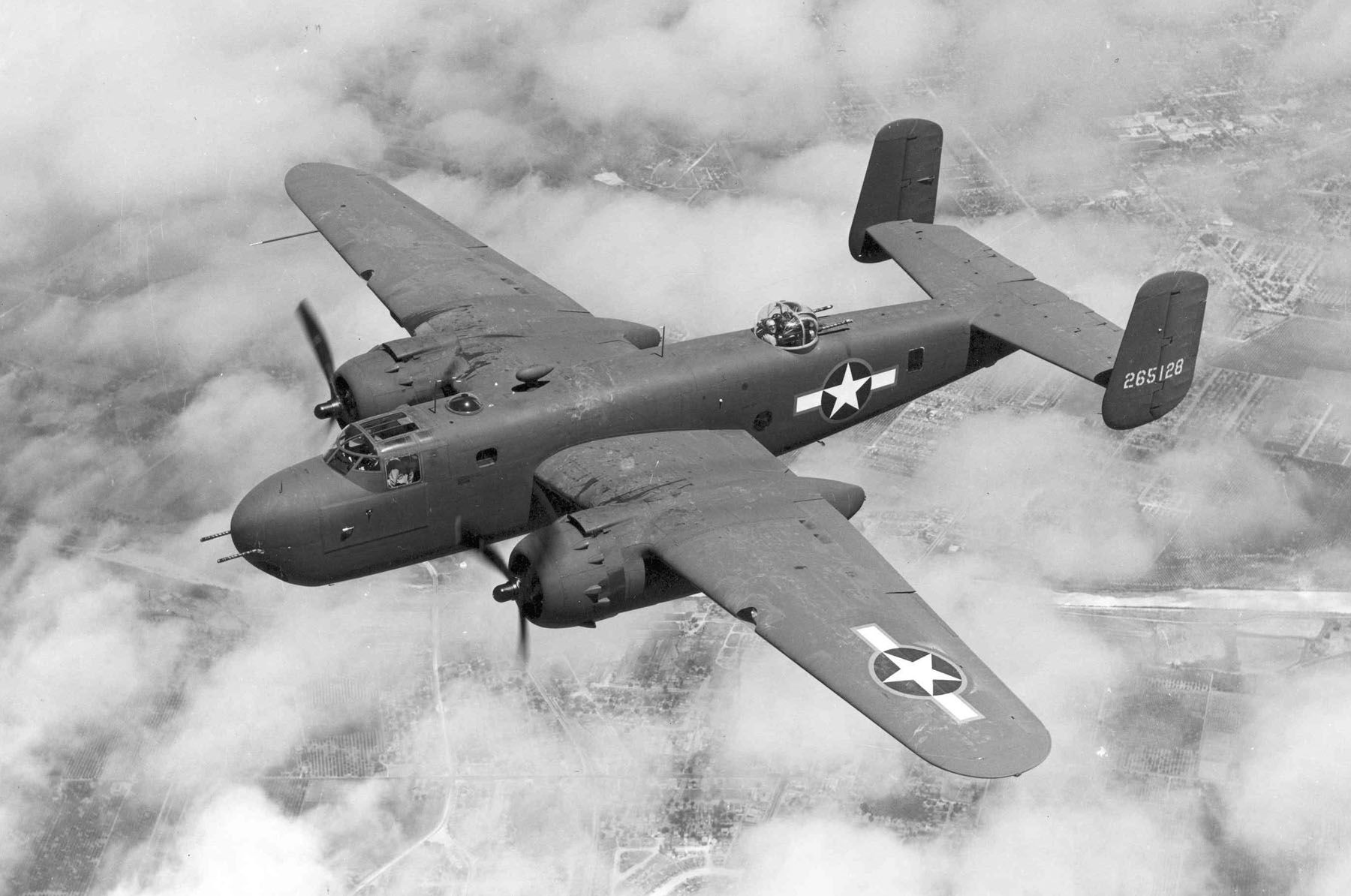
Un B-25 américain, l'un des principaux bombardiers Lend Lease utilisés par l'armée de l'air soviétique pour bombarder Helsinki.

Le bombardement de la Finlande était généralement mené par le groupe de bombardement et de reconnaissance à longue portée de l'armée de l'air soviétique (VVS), l'Aviatsiya Dalnego Deystviya (ADD). Ce groupe était directement subordonné à la Stavka. Lors des bombardements de février 1944, l'ADD est renforcée par d'autres unités. Le commandant de l'ADD était le maréchal Alexander Golovanov. Des raids de bombardement étaient aussi parfois effectués par le VVS et le BF (groupe aérien de la flotte baltique).
La flotte de bombardiers soviétiques était très diversifiée. La plupart des avions étaient des bombardiers bimoteurs Iliouchine-4, Lissounov Li-2, North American B-25 Mitchell et Douglas A-20. Les B-25 et les A-20 avaient été fournis à l'Union soviétique en tant que matériel de prêt-bail en provenance des États-Unis. Le Lissounov Li-2 était une version bombardier soviétique du Douglas DC-3 américain. Quelques bombardiers lourds quadrimoteurs participaient parfois aux bombardements, notamment le Petliakov Pe-8.

## Défense civile
Avant la guerre, Helsinki disposait d'un système de défense civile assez étendu. Par un décret municipal de 1934, des abris anti-aériens ont été construits dans tous les sous-sols des immeubles de grande hauteur. Il s'agissait simplement de pièces en sous-sol avec des murs renforcés afin de résister aux impacts de bombes à proximité. Tous les bâtiments devaient avoir un superviseur de la protection civile nommé qui n'était pas dans les réserves ou les forces armées, et en tant que tel était généralement inapte au service militaire. Cette personne fut chargée de veiller à ce que tous les occupants se rendent au refuge de manière ordonnée.
Il y avait quelques abris plus grands construits dans la roche solide, ne permettant pas cependant d'y loger tous les citoyens d'Helsinki. Certains hôpitaux étaient également équipés d'abris souterrains dans lesquels les patients pouvaient être relogés lors de raids aériens. D'autres, comme l'hôpital pour enfants, ont été déplacés hors de la ville. Un hôpital était entièrement souterrain, sous le bâtiment de la Croix-Rouge finlandaise.

## Guerre d'Hiver

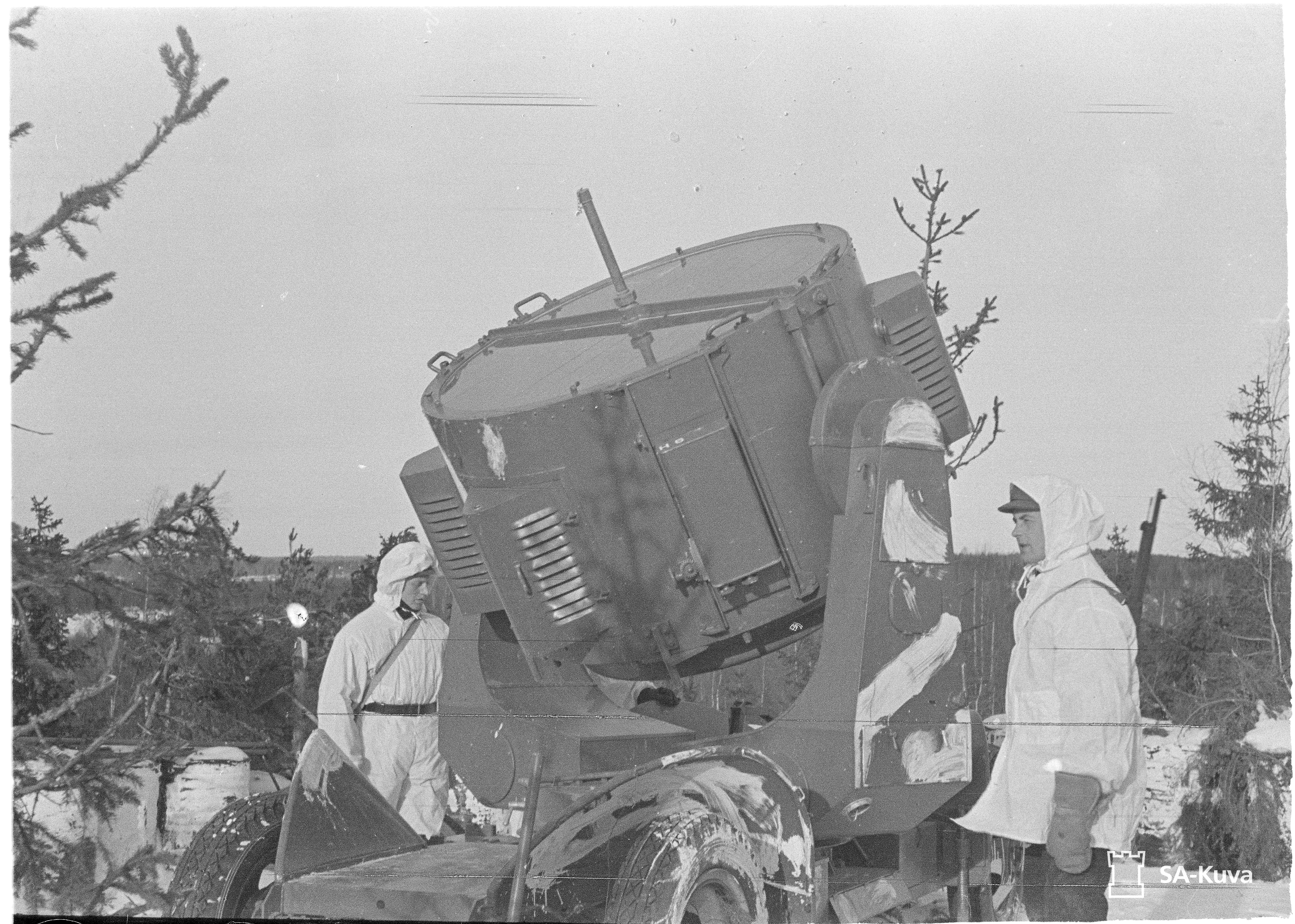
Projecteur anti-aérien sur Pitkänkallionmäki (Haukilahti, Espoo), février 1940.

Trois heures après le passage des forces soviétiques à travers la frontière finlandaise et le déclenchement de la guerre d'Hiver, les avions soviétiques bombardèrent Helsinki. Les bombardements les plus intensifs ont eu lieu au cours des premiers jours,,.
Helsinki a été bombardée huit fois au total pendant la guerre d'Hiver. Quelque 350 bombes sont tombées sur la ville, faisant 97 morts et 260 blessés. Au total, 55 bâtiments ont été détruits.
Les bombardements soviétiques ont provoqué de vives réactions à l'étranger. Le président américain Roosevelt demanda aux Soviétiques de ne pas bombarder les villes finlandaises. Ce à quoi Molotov répondit : « Les avions soviétiques n'ont pas bombardé des villes, mais des aérodromes, vous ne pouvez pas voir cela à 8 000 kilomètres de distance en Amérique ».

## Guerre de Continuation
Helsinki s'en tira un peu mieux pendant la guerre de Continuation puisque les bombardiers soviétiques se concentraient principalement sur les forces allemandes dans les États baltes. Helsinki fut bombardée 39 fois pendant la guerre de Continuation. 245 personnes ont été tuées et 646 blessées, principalement lors des trois grands raids de 1944.
|                                                                                           | Raids | Bombes      | Morts | Blessés |
| ----------------------------------------------------------------------------------------- | ----- | ----------- | ----- | ------- |
| Guerre d'hiver                                                                            | 8     | environ 350 | 97 1  | 260     |
| 1941                                                                                      | 9     | environ 80  | 33 2  | 210     |
| 1942                                                                                      | 17    | environ 70  | 68 3  | 167     |
| 1943                                                                                      | 13    | environ 110 | 3     | 21      |
| 1 91 morts le 30 novembre 1939 2 22 morts le 9 juillet 1941 3 51 morts le 8 novembre 1942 |       |             |       |         |

### Bombardement du 8 novembre 1942
Pendant la journée du 8 novembre 1942, un Petlyakov Pe-2 solitaire était en mission de reconnaissance au-dessus d'Helsinki. L'avion n'a largué qu'une seule bombe aérienne à l'intersection entre les rues d'Yrjönkatu et de Roobertinkatu. Il y a eu 51 morts et 120 blessés près d'une salle de cinéma, où était alors projeté le film Les Trois Mousquetaires d'Allan Dwan. Par conséquent, les victimes étaient principalement des enfants et des jeunes.

### Grands raids de février 1944
En février 1944, l'Union soviétique lança trois raids de bombardement massifs contre Helsinki. Le but était de briser l'esprit combatif finlandais et de les forcer à se réunir autour d'une table de négociation afin de mettre fin à la guerre. Les raids ont été menés dans les nuits du 6 au 7, du 16 au 17 et du 26 au 27 février. Joseph Staline avait obtenu le soutien britannique et américain à la suite de la conférence de Téhéran en 1943. De cette manière, les Soviétiques espéraient forcer la Finlande à rompre ses liens avec l'Allemagne et à accepter un traité de paix.
Les forces de défense aérienne finlandaises ont compté 2 121 bombardiers lors des trois raids de février 1944, qui ont largué plus de 16 000 bombes. Sur les 34 200 coups de feu tirés contre les bombardiers, 21 200 provenaient de l'artillerie lourde AA et 12 900 avec de l'artillerie légère AA. Les Finlandais ont trompé les éclaireurs soviétiques en allumant des feux sur les îles à l'extérieur de la ville et en utilisant les projecteurs uniquement à l'est de la ville, conduisant ainsi les éclaireurs à croire qu'il s'agissait de la ville. Seules 530 bombes sont tombées dans la ville elle-même. La plupart de la population d'Helsinki avait quitté la ville et les pertes étaient inférieures à celles des autres villes bombardées pendant la guerre.
Sur les 22 à 25 bombardiers soviétiques perdus lors des raids, 18 à 21 ont été détruits par des tirs AA et quatre ont été abattus par des chasseurs de nuit allemands.

#### Premier grand raid: 6-7 février

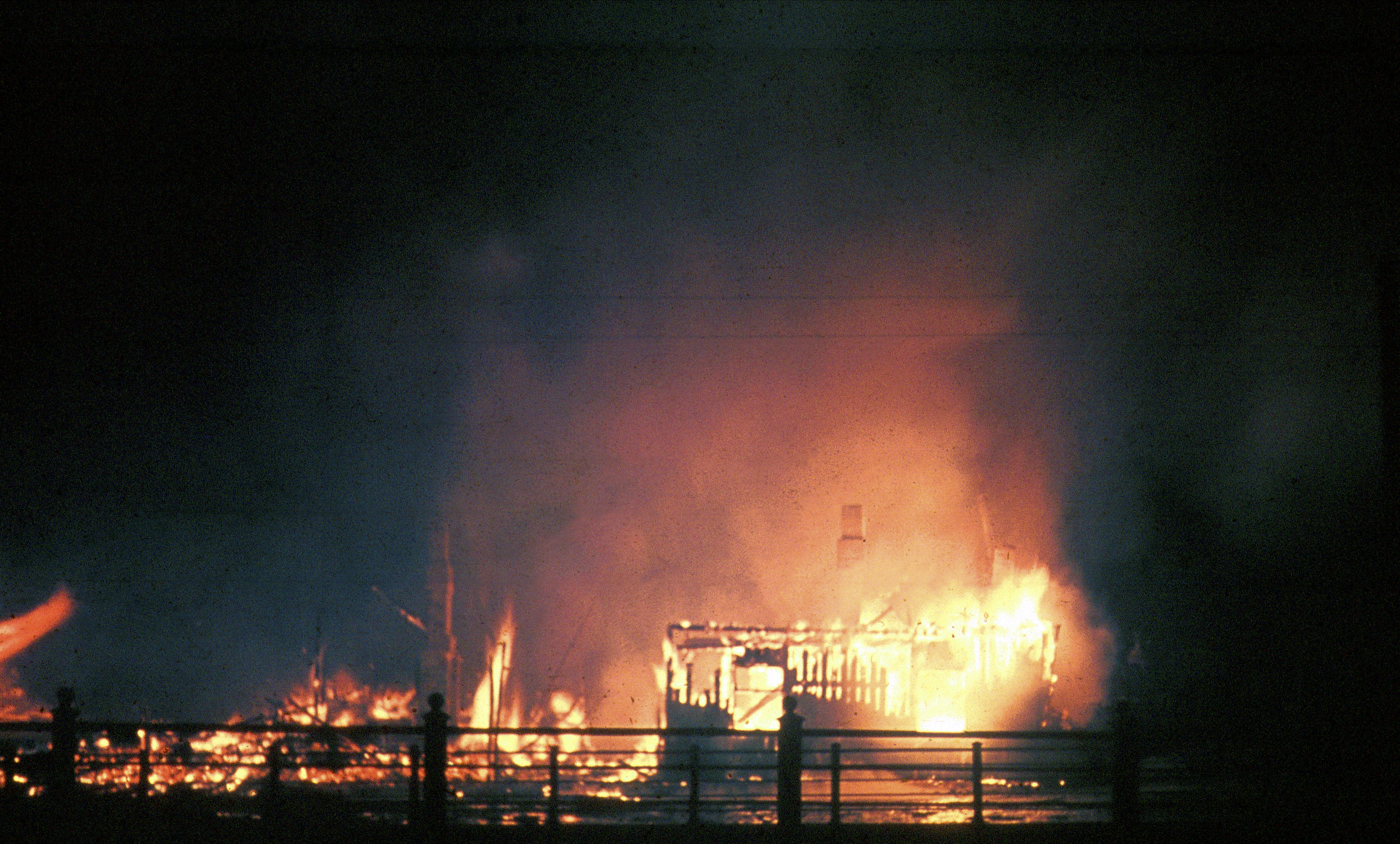
Destruction d'un bâtiment d'Helsinki à la suite d'un bombardement dans la nuit du 6 au 7 février 1944.

Les premières bombes tombèrent à 19 h 23. Quelque 350 bombes s’abattirent dans la ville et environ 2 500 bombes à l'extérieur d'Helsinki. Le nombre total de bombes larguées (y compris celles qui sont tombées à la mer) s'élevait à environ 6 990. Environ 730 bombardiers participèrent au raid ; ceux-ci sont arrivés en deux vagues : de 18 h 51 à 21 h 40 le 6 février et de 00 h 57 à 04 h 57 le 7 février. La plupart des dégâts furent causés dans le district de Skatudden, et les rues Porthaninkatu, Kasarmikatu, Kajsaniemigatan et Berggatan ont également subi des dommages considérables par les bombes. L'université technique (Tekniska högskulan) de Sandvikstorget fut complètement détruite.
Bien qu'il s'agisse du raid le plus massif, les dégâts sont là encore assez limités : 21 personnes sont tuées et 35 blessées ; 59 bâtiments ont été détruits et 135 endommagés.
La défense fit 122 tir de barrages. L'artillerie légère AA tira 2 745 coups contre 7 719 pour l'artillerie lourde AA. L'armée de l'air finlandaise ne disposait pas de chasseurs de nuit à cette époque.
Selon une autre source, il y eut 100 tués et 300 blessés. Plus de 160 bâtiments ont été endommagés, dont l'ambassade soviétique, au coin de Bulevarden et Albertsgatan.

#### Deuxième grand raid: 16-17 février
Comme Tallinn avait été lourdement bombardée et que les renseignements indiquaient qu'un raid pourrait être dirigé contre Helsinki, la défense aérienne d'Helsinki prit des mesures actives.
Après le premier raid, un groupe de chasseurs de nuit allemand de 12 Messerschmitt Bf 109G-6 disposant d'un équipement de combat de nuit spécial fut transféré à l'aéroport d'Helsinki-Malmi depuis le front estonien. Ceux-ci réussirent à abattre six bombardiers lors des deux raids suivants. Les batteries antiaériennes tirèrent 184 barrages en abattant deux bombardiers. Les canons lourds AA tirèrent 12 238 coups contre 5 709 pour les canons légers AA.
La plupart de la population d'Helsinki s'était volontairement évacuée vers la campagne et le reste était prêt à se mettre à l'abri au premier avertissement, ce qui réduisit considérablement le nombre de victimes.
Pour le second grand raid, 383 bombardiers sont déployés par les soviétiques. Alors que 4 317 bombes sont larguées en périphérie, la mer et ses environs, seules 100 bombes tombent à l'intérieur de la ville. L'avertissement est donné à 20 h 12 et les bombardiers s'approchent à nouveau en deux vagues : 20 h 12 - 23 h 10 le 16 février et 23 h 45 - 05 h 49 le 17 février. La première vague a tenté de concentrer les bombardements en s'approchant de différentes directions. Dans la deuxième vague, les avions sont venus en petits groupes de l'est. Les services de renseignement finlandais avaient intercepté des messages une heure et 40 minutes avant le raid et avaient prévenu la défense aérienne, qui avait eu le temps de se préparer. La défense aérienne donne l'alerte 49 minutes avant le raid tandis que le radar  capte le premier avion 34 minutes avant le début des bombardements.
À la suite de ces préventions, le nombre de victimes était bien inférieur : 25 morts et 29 blessés. 27 bâtiments ont été détruits et 53 ont été endommagés.

#### Troisième grand raid: 26-27 février

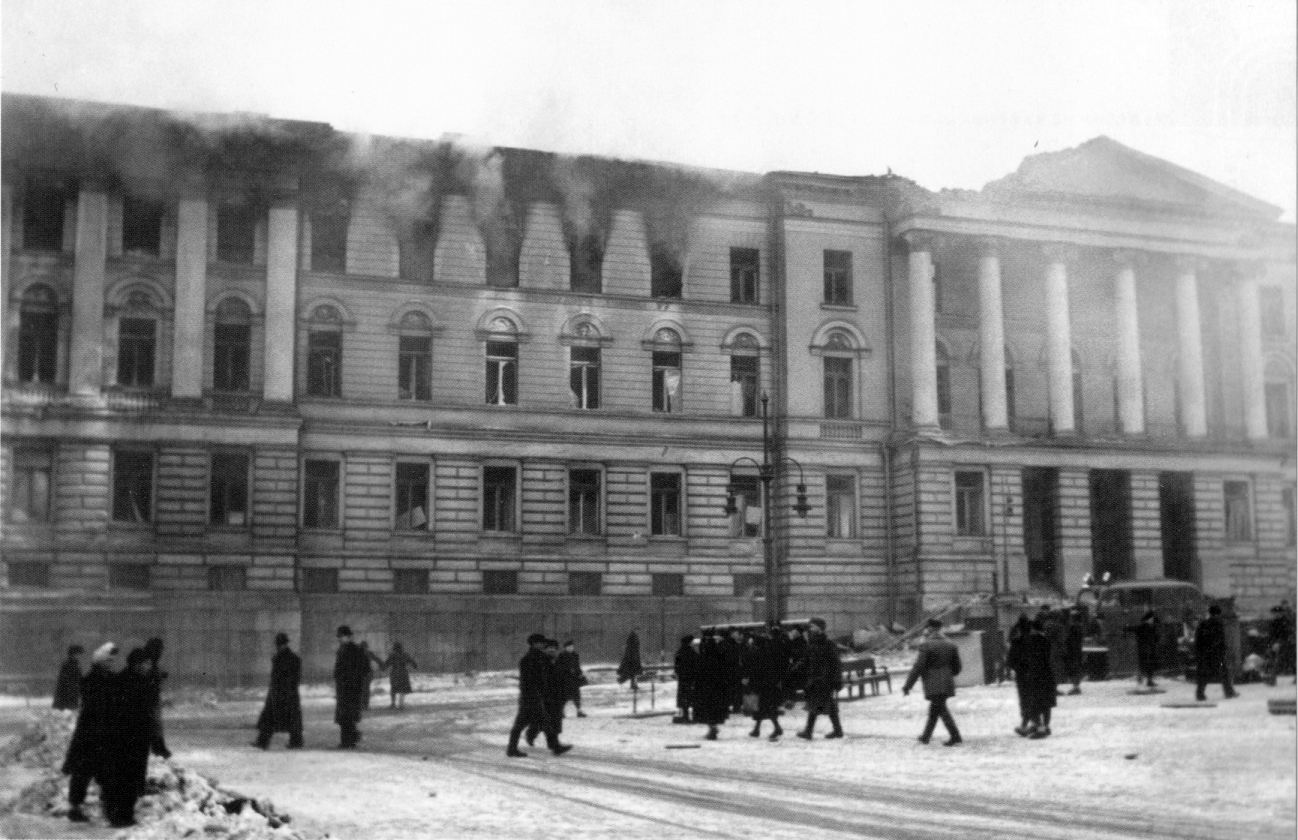
Bâtiment principal de l'Université d'Helsinki après le troisième raid.

Dans la soirée du 26 février, un seul avion de reconnaissance soviétique a été repéré au-dessus de la ville, signe d'une attaque à venir. Le temps était clair, ce qui a aidé les assaillants. Encore une fois, le renseignement radio finlandais intercepta les messages du prochain raid, cette fois 1 heure et 28 minutes avant le début du bombardement, mais les Soviétiques essayèrent de maintenir le silence radio.
Cinq minutes plus tard, la grille de surveillance aérienne, composée d'auxiliaires de Lotta Svärd, signale l'approche de bombardiers. Une alarme silencieuse est déclenchée dans la ville à temps avant le raid, tous les citoyens devant se mettre à l'abri. Les lampadaires sont éteints, les tramways et les trains arrêtés et les transmissions radio interrompues afin d'entraver la mission de l'ennemi.
Les premiers bombardiers sont détectés par le radar finlandais vers 18 h 30, soit 25 minutes avant leur arrivée. Quelques minutes plus tard, les chasseurs de nuit décollent puis s'envolent vers leurs positions prédéfinies. L'artillerie AA avait également été alertée. L'alerte au raid aérien est déclenchée à 18 h 45. Les batteries AA ouvrent le feu à 18 h 53. À 19 h 07, les premières bombes pleuvent.
Ce dernier grand raid différait des deux précédents. La bataille dura environ 11 heures et fut divisée en trois phases différentes. La première eut lieu dans la soirée, celle-ci dura quatre heures et concentra les attaques contre la ville. Le second était principalement axé sur l'artillerie AA en défense, mais sans grand succès. La dernière vague espérait enfin détruire la ville, mais la plupart des avions se détournèrent lorsqu'ils furent confrontés à de féroces barrages anti-aériens et à des chasseurs de nuit. Le signal clair a finalement été donné vers 06 h 30 du matin du 27 février.
L'artillerie lourde tira 14 240 coups et l'artillerie légère 4 432 coups. Neuf bombardiers soviétiques ont été abattus.
Au total, 896 bombardiers ont participé au raid sur Helsinki et ont largué 5 182 bombes, dont seulement 290 sont tombées sur la ville elle-même.

#### Dégâts des grands raids
Helsinki et de nombreuses autres villes européennes ont subi des bombardements tout au long de la Seconde Guerre mondiale, la capitale finlandaise s'en est mieux sortie que beaucoup d'autres en raison de l'efficacité de ses mesures anti-aériennes et de ces détections. Seulement 5 % des bombes sont tombées à l'intérieur de la ville, et certaines d'entre elles sont tombées dans des parcs inhabités causant peu de dégâts. Quelque 2 000 bombardiers participèrent aux trois grands raids sur la ville et larguèrent quelque 2 600 tonnes de bombes. Sur les 146 morts, six étaient des soldats ; 356 ont été blessés. 109 bâtiments ont été détruits, 300 ont été endommagés par des éclats d'obus et 111 ont été incendiés. L'armée de l'air soviétique perdit 25 avions. L'ambassade soviétique au coin de Bulevarden et Albertsgatan fut touchée par des bombes et complètement incendiée.
Après la guerre, la Commission de contrôle alliée dirigée par le général soviétique Andreï Jdanov fit une visite à Helsinki. Celui-ci était perplexe devant les dégâts limités que la ville avait subis. Les dirigeants soviétiques pensaient qu'ils avaient complètement détruit la ville et que les bombardements avaient contraint les Finlandais à la négociation.

### Réponse finlandaise
L'armée de l'air finlandaise répondit aux raids aériens par une série de bombardements d'infiltration nocturnes sur les aérodromes d'ADD près de Leningrad. Les bombardiers finlandais, des Junkers Ju 88, Bristol Blenheim et Dornier Do 17, ont suivi ou (dans certains cas) rejoint la formation des bombardiers soviétiques de retour au-dessus du golfe de Finlande en les suivant discrètement jusqu'à leurs bases. Une fois l’atterrissage de la plupart des bombardiers soviétiques, les bombardiers finlandais larguèrent leurs bombes en s'échappant dans la confusion qui suivit. Les premiers grands bombardements nocturnes d'infiltration eurent lieu le 9 mars 1944 et durèrent jusqu'en mai 1944. Les pertes soviétiques à la suite des raids finlandais ne purent être estimées de manière fiable.

### Sources
- Martti Helminen, Aslak Lukander : Helsingin suurpommitukset helmikuussa 1944, 2004, WSOY, (ISBN 951-0-28823-3)